# Stattena IF
El Stattena IF es un equipo de fútbol de Suecia que juega en la Division 6 Skane Nordvastra B, una de las ligas regionales que conforman la octava categoría de fútbol en el país.

## Historia
Fue fundado el 24 de marzo de 1922 en la ciudad de Helsingborg como la reencarnación del Stattena FF, equipo que desapareció en 1907 para crear al Helsingborgs IF.
A finales de la década de 1920, el club llegó a jugar en la Allsvenskan en dos temporadas no consecutivas, ya que descendieron en tan solo una temporada en ambos casos y terminado ambas temporadas en último lugar.
Desde entonces, el equipo ha sido nómada, ya que han pasado por varias categorías de fútbol sueco,
 y en 1971 nace su sección de fútbol femenil, la cual ha tenido un poco más de éxito, ya que han participado en varias ocasiones en la Damallsvenskan durante los años recientes.

## Palmarés
- Division 2 Sydvenska: 1

1926/27
- Division 2 Södra: 1

1928/29
- Division 7 Skane Nordvastra B: 1

1999

## Jugadores

### Jugadores destacados
- Anders Linderoth
- Knut Kroon

## Clubes afiliados
- Skånes FF.[8]